# Agència per a la Competitivitat de l'Empresa
L'Agència per a la Competitivitat de l'Empresa (ACCIÓ) és l'agència pública per a la competitivitat de l'empresa catalana, adscrita al Departament d'Empresa i Coneixement de la Generalitat de Catalunya. El seu objectiu és impulsar la competitivitat i el creixement del teixit empresarial català, a través del foment de la innovació, la internacionalització empresarial i l'atracció d'inversions.
El 2022 ACCIÓ comptava amb una xarxa de 40 Oficines Exteriors de Comerç i d'Inversions arreu del món i set delegacions arreu de Catalunya.

## Història
ACCIÓ és una agència que es va constituir l’any 2008 com a resultat de la fusió del Consorci de Promoció Comercial de Catalunya (COPCA) i del Centre d’Innovació i Desenvolupament Empresarial (CIDEM). La seva creació va tenir com a objectiu principal contribuir a l’èxit de les empreses en el mercat global, mitjançant el foment de la competitivitat a través de la innovació i la internacionalització.
Amb la finalitat de potenciar la competitivitat del teixit empresarial català, ACCIÓ assessora les empreses a l'hora d'aconseguir finançament, les ajuda a créixer mitjançant programes de capacitació i les orienta en matèria de clústers, entre altres programes i serveis de suport.
D’altra banda, ACCIÓ considera les empreses emergents com una prioritat. Aquesta prioritat no es deu només als seus projectes disruptius que tenen un gran impacte en tot el teixit empresarial català, sinó també al fet que aquestes empreses són una font d’innovació per a les empreses més grans.
A més de la seva seu central de Barcelona, ACCIÓ té set delegacions a la resta de Catalunya, una cada vegueria, i una altra a Madrid.

## Programes
Alguns dels programes d'ACCIÓ són:
Catalonia Trade & Investment té com a objectiu atraure inversions estrangeres a Catalunya i ajudar les empreses catalanes a internacionalitzar-se. Des del seu inici, ha estat un dels pilars d'ACCIÓ, destacant per la seva capacitat de generar llocs de treball i incrementar la competitivitat de les empreses catalanes a nivell global.
Nuclis d’R+D Empresarial té com a objectiu fomentar la col·laboració entre empreses i centres de recerca per desenvolupar projectes d'investigació i desenvolupament (R+D) innovadors. Els Nuclis d'R+D Empresarial han estat clau per incrementar la innovació tecnològica i l'aplicació de noves solucions al mercat, amb una alta dotació pressupostària i impacte en diversos sectors industrials.
Start-Up Catalonia és dedicat a impulsar les empreses emergents, aquest programa ofereix suport en les fases inicials de creixement, incloent mentoria, accés a finançament i connexions amb inversors. Ha estat crucial per posicionar Catalunya com un dels hubs més importants d'emprenedoria i innovació al sud d'Europa.
ACCIÓ coordina a Catalunya la xarxa europea Enterprise Europe Network (EEN) que facilita l'accés de les pimes als mercats internacionals, així com la transferència de tecnologia i el finançament. EEN ha estat fonamental per a moltes empreses catalanes en la seva expansió a nous mercats i en la seva adaptació als estàndards europeus.